# عسل‌یاب خال‌دار
عسل‌یاب خال‌دار (نام علمی: Indicator maculatus) گونه‌ای از پرندگان تیرهٔ عسل‌یابان (Indicatoridae) است. این گونه در آنگولا، بنین، کامرون، جمهوری آفریقای مرکزی، جمهوری کنگو، جمهوری دموکراتیک کنگو، ساحل عاج، گینه استوایی، گابن، گامبیا، غنا، گینه، گینه بیسائو، لیبریا، مالی، سی رایدان جنوبی، سوئد، نیجریه، نیجریه، لیبریا، سودان جنوبی، توگو و اوگاندا یافت می‌شود.